# Agència privada de defensa
Una Agència privada de defensa, de l'anglès Private defense agency o PDA, està conceptualitzada com una agència que proporciona serveis de defensa voluntàriament a través del mercat lliure. Dins d'un sistema privat estaria encarregada de resoldre les controvèrsies contractuals i danys i perjudicis extracontractuals, així com de l'assalt, el robatori o la contaminació a persones i les seves propietats. Una agència privada de defensa no és un contractista privat de l'Estat i no està subvencionada de cap manera a través de tributs. A més, no depenen de la conscripció i altres mitjans de suport intrusiu o obligatori.
Les propostes d'agències privades de defensa i organismes similars han estat realitzades per l'anarcocapitalisme. Dins de l'economia, el debat sobre el concepte ha estat en gran part limitat a l'escola austríaca.

## Dinàmica de funcionament
Aquestes agències treballen en concert amb altres organismes, com companyies d'assegurances i agències d'arbitratge, i tindran un conjunt diferent de motius que els convencionals organismes de defensa estatal, com un servei privat en lliure competència i integrat a tot un sistema privat i voluntari de justícia i seguretat (vegeu: llei policèntrica). La seva supervivència depèn de la qualitat del servei que condueixi a una àmplia base de clients, en comptes de la capacitat per obtenir fons a través de la força de la llei. Es pressuposa que la lliure competència entre agències reduirà els costos del servei.
Aquestes agències de defensa són particulars o privades, ja que són propietat dels qui voluntàriament les creen i estan al servei dels qui voluntàriament les sol·liciten; les seves finalitats poden ser netament la defensa mútua o poden tenir finalitat explícita de lucre; no tenen com a finalitat l'agressió sinó tan sols finalitats defensives, per la qual cosa es pot dir que no són companyies d'exèrcits (com sí que ocorre amb contractistes privats de l'Estat), ja que en no ser necessari l'Estat, queda abolida una de les seves principals funcions que és la guerra.
| «                                      | [...]la defensa és un servei com qualsevol altre servei; és un treball alhora útil i desitjat, per tant és una mercaderia subjecta a la llei de l'oferta i la demanda; que en un lliure mercat aquesta mercaderia s'oferirà a preu de cost; que en prevaldre la competència, el patrocini anirà a qui ofereixi el millor producte al preu més baix; que la producció i venda d'aquesta mercaderia està ara monopolitzada per l'Estat; i l'Estat igual que tot monopolista, carrega preus exorbitants | » |
| — Benjamin Tucker, En lloc d'un llibre | |   |

| «                   | Els individus poden subscriure's a agències privades de seguretat, les quals poden establir formes no-violentes de resoldre disputes. Aquestes agències tenen incentius econòmics per ser pacífiques i eficients i respectar els drets individuals. Si no s'aconsegueixen arbitratges adequats les disputes poden transformar-se en lluites destructives perjudicials per a tots. Les empreses eficients volen en general desenvolupar relacions a llarg termini i, per tant, els interessa negociar de bona fe per assegurar la seva rendibilitat. Les firmes agressives i menys respectuoses atreuen clients d'alt risc, tenen costos molt alts i no són eficients. Els individus i les associacions racionals que persegueixen el seu propi interès saben que l'agressió és una activitat perillosa i poc beneficiosa. La guerra és provocada més per l'odi i la ignorància que per l'intent d'obtenir beneficis econòmics. | » |
| — Francisco Capella | |   |

Els anarquistes veuen l'Estat com a il·legítim i, per tant, consideren la possibilitat de defensa com una cosa que les persones han de tenir la capacitat de proporcionar o decidir per si mateixes. És a dir la producció de seguretat és una atribució que monopòlicament i abusiva s'ha donat a si mateix l'Estat, a través del concepte de seguretat nacional.

## Model llibertari
Com a empresa privada que ofereix individualment determinada defensa, l'agència de defensa ofereix un model anarquista de mercat de com una defensa totalment privada podria aplicar-se a la pràctica; els que ho van proposar primer foren els anarquistes Benjamin Tucker i Gustave de Molinari. Murray Rothbard en "Per una nova llibertat" i David Friedman a la "Maquinària de la llibertat" amplian substancialment la idea.
| «               | Molts crítics de l'anarquisme pregunten com evitarem que les nostres associacions de protecció mútua -amb les quals planegem substituir als governs-abusin elles mateixes del seu poder. La crítica és bona; però penso que tals associacions tindran poques oportunitats d'abusar del seu poder, moltes menys que les que tenen els governs actuals. Una massa ingobernable és igual d'ingobernable per als governs que per a les esmentades associacions. | » |
| — Roderick Long | |   |

De tota manera, molts anarquistes creuen que aquestes agències no són necessàries per a la defensa privada -o són menys necessàries-, en una societat sense Estat, ja que l'escala de defensa és proporcial a un mercat lliure, mentre més lliure aquest menor és l'escala d'aquell. Ja que el major nombre de propietaris fa la rendició més costosa per a un agressor, ja que les persones i la cura de la seva pròpia empresa suposen poca amenaça a les regions veïnes, la vulnerabilitat als atacs es considera menys probable.
La defensa nacional és la funció que els estatistes estan habitualment menys disposats a cedir, per la qual cosa l'establiment d'agències privades voluntàries com substituts de l'Estat o d'altres mecanismes regionals de defensa aplega una forta resistència. Els anarquistes de mercat consideren la privatització (voluntària i sense participació de l'Estat) i la descentralització de la defensa (així com de la llei) com un element fonamental per a l'establiment de societats apàtrides, ja que essencialment eliminaria la credibilitat de (i, per tant, el suport popular a) l'Estat.